# 玛兹兰·布央
玛兹兰·布央，亦称为马兹兰，马来西亚政治人物，曾经于2018年至2022年担任柔佛州议会优景镇州议员、2018年至2019年与2020年至2022年担任柔佛州行政议员，以及2019年至2020年担任土著团结党柔州主席。

## 政治生涯

### 退出巫统，加入土团党
2016年前属巫统党员，2016年转投土著团结党。

### 优景镇州议员、柔佛州行政议员
2018年马来西亚大选，代表希盟土团党成功当选为柔佛州议会优景镇州议员。2018年5月16日，出任柔佛州行政议员，掌管公共工程、基设及交通事务。2019年4月21日，柔佛州行政议员一职遭撤换。2020年3月6日，再度出任柔佛州行政议员，掌管教育、新闻、文化及遗产事务。

### 正式宣布退出土团党，支持国阵
2022年1月27日，土团党柔佛州前主席兼优景镇区州议员玛兹兰正式宣布退出土团党，辞职土团党地不佬区部主席职务，并支持國民陣線。
他说，他宣布如今没有加入任何政党，但支持由柔佛看守州务大臣拿督哈斯尼莫哈末率领的国阵，以继续领导柔州政府。
此外，他不否认和土团党主席丹斯里慕尤丁在党内失和传言，并大力抨击对方，在自己担任州主席职务时，没有一次参与过土团党州内会议。
|          | 因此他不尊重我，我又何必尊重他，在他卸掉我的州主席职务后，我至少还有派代表出席会议。 |
| ——玛兹兰 |                                                                                      |

他也不否认有政党向他伸出橄榄枝，但他未打算公布未来动向，一切交给上苍。

## 政党职务

### 土团党柔佛州主席
2019年4月30日，接任土著团结党柔佛州主席，取代奥斯曼沙比安。2020年9月10日，改由慕尤丁掌管土著团结党柔州主席。

## 选举成绩
| 年份 | 选区       | 候选人 | 候选人               | 得票数 | 得票率 | 竞选对手               | 竞选对手             | 得票数 | 得票率 | 总票数 | 多数票 | 投票率 |
| ---- | ---------- | ------ | -------------------- | ------ | ------ | ---------------------- | -------------------- | ------ | ------ | ------ | ------ | ------ |
| 2018 | N41 优景镇 |        | 玛兹兰（土著团结党） | 37,545 | 70.25% |                        | 阿都阿兹杜哈（巫统） | 12,586 | 23.55% | 54,188 | 24,959 | 86.90% |
| 2018 | N41 优景镇 |        | 玛兹兰（土著团结党） | 37,545 | 70.25% | 阿都拉胡申（伊斯兰党） | 2,654                | 4.96%  |        | 54,188 | 24,959 | 86.90% |
| 2018 | N41 优景镇 |        | 玛兹兰（土著团结党） | 37,545 | 70.25% | 林益磐（独立人士）     | 544                  | 1.02%  |        | 54,188 | 24,959 | 86.90% |
| 2018 | N41 优景镇 |        | 玛兹兰（土著团结党） | 37,545 | 70.25% | 陈鲸全（独立人士）     | 116                  | 0.22%  |        | 54,188 | 24,959 | 86.90% |